# Marcel Carné

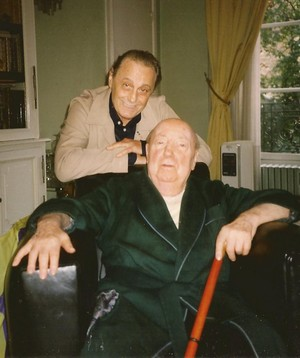
Marcel Carné (sedící) s hercem Rolandem Lesaffrem

Marcel Carné (18. srpna 1906, Paříž, Francie – 31. října 1996, Clamart, Francie) byl francouzský filmový režisér, jeden z hlavních představitelů francouzského poetického realismu, reprezentovaného v jeho díle především snímky z konce 30. let Nábřeží mlh a Den začíná. Jeho film Děti ráje z poloviny let čtyřicátých je často označován za jeden z nejlepších francouzských filmů všech dob.

## Život
Narodil se a vyrůstal v Paříži, po neradostném dětství se nechal okouzlit tehdy stále ještě poměrně novým uměním – kinematografií.
Začínal jako filmový kritik koncem 20. let a později se režisérské řemeslo učil jako asistent několika režisérů (mj. René Claira). Během 30. let již natáčel vlastní tvorbu, nejprve krátké filmy a později i dlouhometrážní. Do poloviny této dekády se datuje počátek jeho plodné spolupráce se slavným básníkem Jacquesem Prévertem (autor scénářů). Z jejich společné dílny vzešly Carného nejlepší a nejslavnější filmy Nábřeží mlh (Le Quai des brumes, 1938) s Jeanem Gabinem a Děti ráje (Les enfants du paradis, 1945) s Jean-Louisem Barraultem a Pierrem Brasseurem, který měl premiéru krátce po osvobození Francie od nacistické okupace. Po válce spolupracoval s dalšími slavnými herci (mj. Gérardem Philipem). Od 50. let umělecká úroveň jeho filmů poněkud klesala, jeho poetiku navíc odmítli tvůrci nastupující Nové vlny.
Zemřel v úctyhodném věku 90 let v Clamartu na okraji Paříže, pochován je na hřbitově Saint Vincent na Montmartru.

## Režijní filmografie
- Nogent, Eldorado du dimanche (1929, krátký dokument)
- Jenny (1936)
- Drôle de drame (1937)
- Nábřeží mlh / Le Quai des brumes (1938)
- Hotel du Nord (1938)
- Den začíná / Le jour se lève (1939)
- Návštěva z temnot / Les visiteurs du soir (1942)
- Děti ráje / Les enfants du paradis (1945)
- Brány noci / Les portes de la nuit (1946)
- La fleur de l'âge (1947)
- La Marie du port (1950)
- Juliette ou La clef des songes (1951)
- Tereza Raquinová / Thérèse Raquin (1953)
- L'air de Paris (1954)
- Země, odkud přicházím / Le pays d'où je viens (1956)
- Les tricheurs (1958)
- Terrain vague (1960)
- Du mouron pour les petits oiseaux (1963)
- Trois chambres à Manhattan (1965)
- Les jeunes loups (1968)
- Vrahové pořádku / Les assassins de l'ordre (1971)
- La merveilleuse visite (1974)
- La Bible (1977, dokument)